# ایکساز
ایکساز (به لاتین: Aixàs) یک منطقهٔ مسکونی در آندورا است که در سنت حولیا ده لوریا واقع شده‌است.